# عبد الرحمن صبح
عبد الرحمن جمال سليمان صُبح (15 شباط/فبراير 1994 – 24 تموز/يوليو 2022) كان مقاوِمًا فلسطينيًا وقياديًا بارزًا في صفوفِ مجموعات عرين الأسود كما أصبحَ في وقتٍ ما ضمن قائمة أبرز المطلوبين لإسرائيل قبلَ أن تغتاله الأخيرة في الرابع والعشرين من تموز/يوليو 2022 في حارة الياسمينة بالبلدة القديمة في نابلس بعد عمليّة اقتحام فجائيّة طالت المدينة.

## الحياة المُبكّرة
ينحدرُ صُبح من حي راس العين في مدينة نابلس وقد قضى هناك سنين من عمره، إلى أن أصبحَ في وقتٍ ما مسيّرًا لمغسلةٍ للسيارات على مقربةٍ من الحيّ الذي يعيش فيه. اعتُقلَ عبود في فترةٍ من الفترات على يدِ قوات الاحتلال التي أودعته السجن فقضى فيه عامين وذلك قبل بلوغه سنّ العشرين.

## الاغتيال
كانَ عبود على بُعد شهرين من عقدِ قرانه قبل أن تغتاله قوات خاصّة إسرائيلية، حيثُ كان وبعض من رفاقه في منزل محمد العزيزي في حارة الياسمينة في البلدة القديمة حينَ اقتحَمت القوات المهاجِمة المنطقة واشتبكت مع المقاومين ليُصاب برصاصة في الرأس وفارق على إثر ذلك الحياة.